# Massacro in Corea
Massacro in Corea è un dipinto a olio su compensato (110×210 cm) realizzato nel 1951 dal pittore spagnolo Pablo Picasso. È conservato nel Musée National Picasso di Parigi.

## Storia
L'opera rappresenta un episodio della guerra di Corea del 1950, il "massacro di Sinchon": tra il 17 ottobre e il 7 dicembre 1950 circa 35.000 civili coreani rimasero uccisi nell'area di Sinchon, nella Corea del Nord sud-occidentale, a seguito di una insurrezione anti-comunista immediatamente precedente l'occupazione della città da parte delle forze delle Nazioni Unite; al massacro di simpatizzanti comunisti o presunti tali parteciparono, oltre agli insorti locali, anche un distaccamento della polizia segreta sudcoreana e truppe regolari statunitensi. Il quadro viene generalmente interpretato come una critica dell'intervento statunitense nel conflitto coreano.

## Significato
Il quadro mostra un gruppo di soldati che stanno per fucilare donne e bambini; la nudità delle vittime rappresenta l'innocenza e l'impossibilità di difendersi, a denuncia della crudeltà della guerra, combattuta per le vie della città a discapito dei civili. Questi non venivano incarcerati o fatti prigionieri, bensì giustiziati sul posto, colpevoli di vivere nel fronte sbagliato.
Le donne sono gravide, come simbolo della fertilità e della vita; infatti Picasso voleva rappresentare l'idea di donna come Madre, potenza generatrice e non distruttiva. Questo simbolo di vita viene contrastato dall'immagine dei soldati che, privati dei loro attributi maschili, mostrano, oltre all'assenza di umanità, il conseguente annichilimento della fecondità.
Una delle donne ha lo sguardo rivolto verso l'alto, le braccia distese in segno di una disperata preghiera, mentre i bambini, spaventati, cercano conforto tra le braccia delle loro madri: il primo si nasconde dietro la madre, nascondendo il volto per non vedere cosa accadrà; il secondo è abbracciato alla madre, in attesa della morte; un altro bambino è colto nella corsa disperata verso la madre, con lo sguardo spaventato rivolto verso i soldati; l'ultimo bambino sembra non accorgersi di cosa stia succedendo, infatti è intento a raccogliere un fiore. Il quadro presenta caratteristiche del cubismo nei volti delle donne, straziati dal dolore e dalla disperazione.
Gli uomini, al contrario delle donne che si presentano ferme ad attendere, si muovono in avanti andando incontro ai civili; ciò è accentuato dal soldato in primo piano, che porta in avanti la gamba sinistra e come gli altri punta il fucile. Sul capo portano elmi dalle forme strane, elemento che, unito alla loro nudità, ricorda i guerrieri greci, che combattevano nudi per avere maggior agilità ma portavano elaborati elmi che potessero incutere timore. I soldati non presentano stemmi o segni che possano ricondurre all'esercito a cui appartengono, poiché Picasso non intendeva schierarsi da alcun fronte bensì sottolineare il crimine compiuto da entrambi gli eserciti. Infatti il quadro dimostra l'impegno pacifista di Picasso, peraltro già ampiamente mostrato in altre sue opere, tra le quali la celebre Guernica.
Un uomo tiene in mano la spada simbolo del potere; nei suoi occhi si leggono furore e odio, emozioni sottolineate dalla fermezza e dalla decisione che i loro corpi mostrano nell'atto che devono compiere. A risaltare la drammaticità della scena sono i colori freddi. L'opera si ispira chiaramente a il 3 maggio 1808 di Francisco Goya, rappresentante la fucilazione di alcuni ribelli da parte delle truppe francesi, così come anche al successivo L'esecuzione dell'imperatore Massimiliano di Manet.

## Esposizione
Secondo Sandra Petrignani (Addio a Roma) quest'opera non fu esposta alla mostra su Picasso tenutasi nel 1953 alla Galleria d'arte moderna di Roma e venne tenuta imballata per pressione di Alcide De Gasperi.